# Rubrika

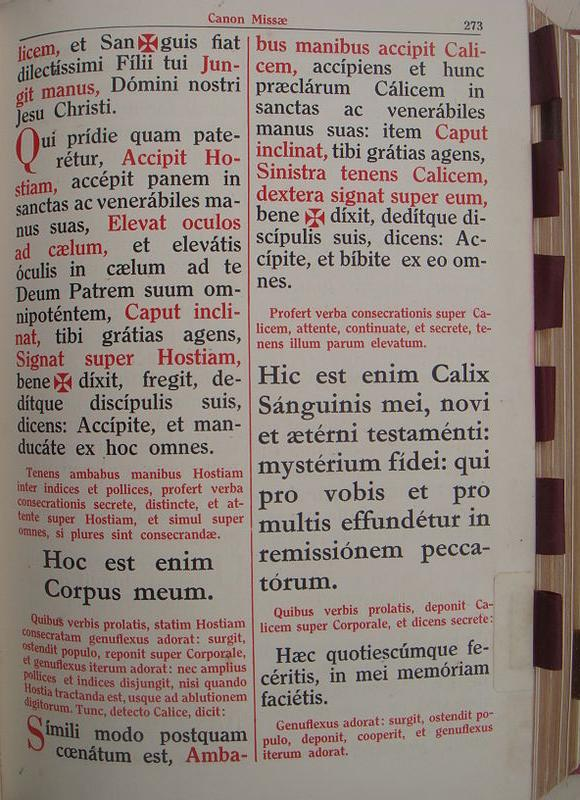
Římský misál, s červeně vyznačenými rubrikami

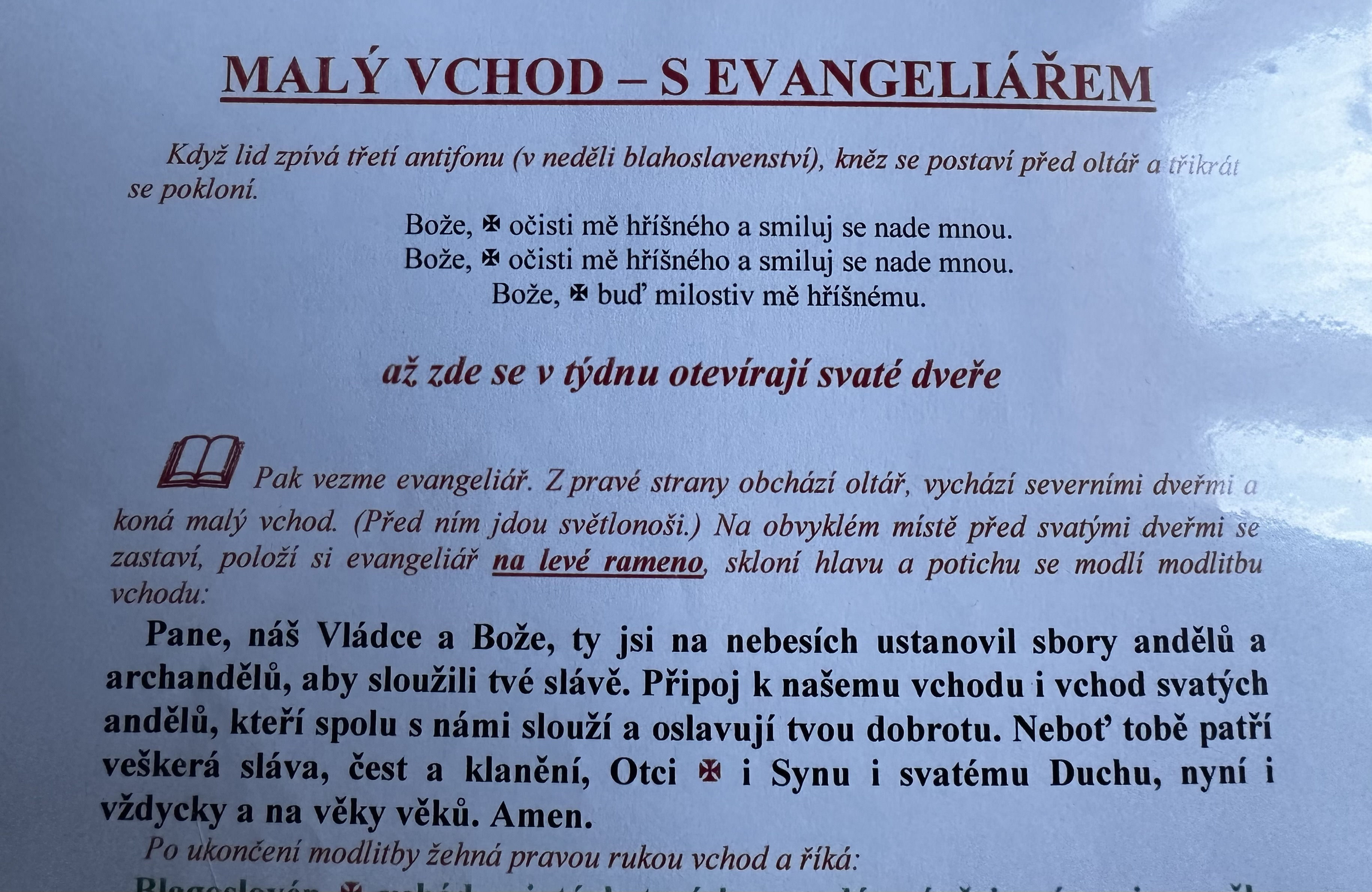
Knězská modlitba malého vchodu (Diataxis s rubrikami)

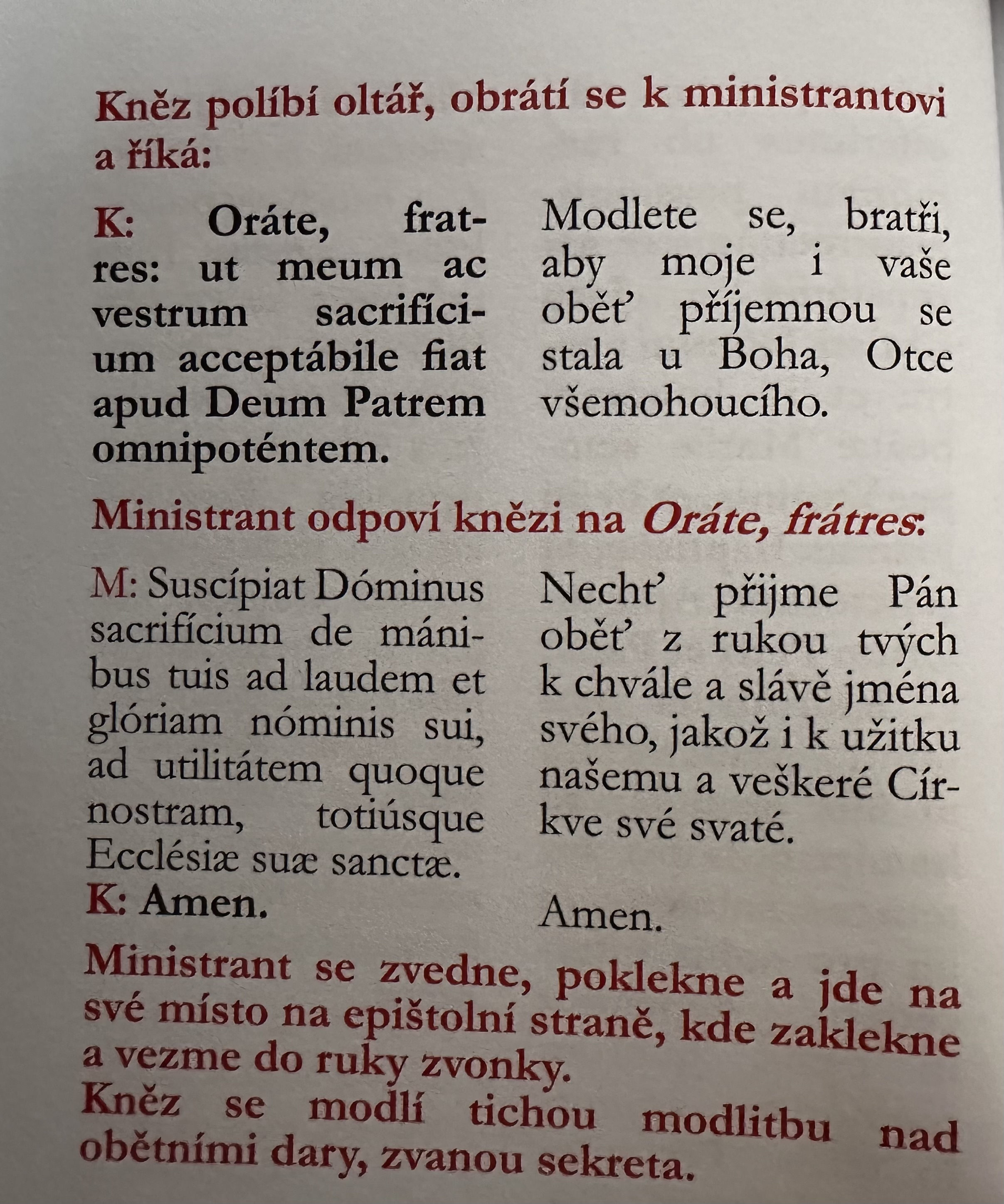
Orate fratres (misálek s rubrikami pro ministranty a doslovným českým překladem)

Rubrika (z lat. ruber, červený), někdy též rubrum, je původně (obvykle červenou barvou psaná) poznámka v liturgických knihách (misálu apod.). Ta obsahuje vysvětlující poznámky, především k obsahu či gestům, která doprovázejí slova, tištěná černě. Později začal pojem rubrika označovat také titulek zákona či části knihy. Z toho se pak význam přesunul na samotný oddíl knihy, novin nebo časopisu. Ve 21. století mimo původní význam označuje pojem také oddíl, sloupek či kategorii.